# Philippe Cazal
Pour les articles homonymes, voir Cazal.
 (août 2020).
Philippe Cazal, né le 1er mars 1948  à La Redorte (Aude), est un artiste français.

## Biographie
Après des études à l'École nationale supérieure des arts décoratifs de Paris (1969-1973), Philippe Cazal réalise des assemblages d'objets en résonance avec les symptômes de la société. Ses principaux sujets d’inspirations sont la ville, la culture, le social, l’économie, le politique, le poétique et aussi la position de l’artiste contemporain dans la cité.
Membre d'Untel de 1975 à 1980, il présente avec le groupe Vie Quotidienne, un environnement de type « Grand Magasin » au Musée d’art moderne de la Ville de Paris (Biennale de Paris, 1977). Dès 1984, il se présente comme un « artiste publicitaire », transforme son nom en logo (via l'agence parisienne Minium) et développe son « image de marque » en détournant les codes de l’univers du marketing et de la publicité.
En 1983, Philippe Cazal est concepteur de la revue Public (4 numéros, 1983-1989). À la manière des mises en pages d’un magazine de mode, il accorde une large part dans sa revue à la reproduction d’œuvres d’artistes peu montrées à cette époque.

En 1986, dans une interview accordée à la revue canadienne Parachute, il déclare : 

« J’étais peintre et sculpteur lorsque j’ai pris la décision d’être artiste. »

Très sensible aux mutations de son temps, il a depuis longtemps cessé de se cantonner aux disciplines traditionnelles des beaux-arts pour s’approprier d’autres domaines de création (mode, publicité, communication, marketing…) absorbant les caractéristiques de son époque pour mieux la refléter et la déjouer.

Depuis Semaine fermée (1972), une de ses premières œuvres, Cazal construit son travail entre texte, image ou signe. 

« Le travail est en perpétuelle évolution, tous les pions sont intéressants. Je les fais avancer suivant mes intérêts — dans mon actualité — au fur et à mesure, sans en abandonner aucun. »

### Commentaire
Élisabeth Couturier écrit sur l’œuvre de Philippe Cazal : 

« [qu’elle] cultive l’ambiguïté […] entre deux cultures, la savante et la vulgaire. Accessible au premier coup d’œil, elle cache sous un humour grinçant plusieurs niveaux de lecture. L’ironie et la dérision la traversent comme vecteurs de déstabilisation et indicateurs de contre tendance. »

— Être artiste, pourquoi et pour quoi faire ?, exposition « Impossible », 2003, DDB, Worldwide Communications Group Inc, Paris

## Expositions (sélection)

### Expositions personnelles
2015
- LES COMPACITES & AUTRES PIECES DETACHEES, Galerie Barnoud - Entrepôt 9, Quetigny (Dijon), France

2012
- LES COMPACITES, Galerie Fatma Jellal, Casablanca, Maroc

2010
- LE (JE)U, Institut français de Meknès, Meknès

2008
- LE LAPIN AUX OREILLES COUPÉES, galerie Georges Verney-Carron, Lyon
- UNTITLED UNTILTED, Villa du parc, Centre d'art contemporain, Annemasse

2006
- SAND & ANDY, Incognito, Paris
- LE SAUT DE LA PUCE, Passage de Retz, Paris

2004
- RETOUR EN AVANT, galerie Darthea Speyer, Paris
- PROJECTIONS, galerie Art Attitude Hervé Bize, Nancy

2003
- IMPOSSIBLE, Agence DDB Worldwide Communications Group Inc, 55 rue d’Amsterdam, Paris

2001
- ARRIÈRE PLAN PREMIER PLAN, Frac Languedoc-Roussillon, Montpellier
- AFFICHE(S), CCC, Tours (de mai 2001 à mars 2002)

2000
- LES LITANIES, Cneai[1], Chatou

### Expositions collectives
2016
- Quelques manuscrits trouvés dans une cervelle…, Galerie Martine Aboucaya, Paris
- Daniel Buren. Une Fresque, commissariat Joël Benzakin, Bozar / Palais des Beaux-Arts, Bruxelles, Belgique

2015
- La Peinture prise aux mots, commissariat Danielle Chevalier, Musée Ingres, Montauban

2014
- Strategy: Get Arts, Ph. Cazal, G. de Cointet, P. Dreher, R. Filliou, General Idea, J. Giorno, A. Jacquet, J. Jonas, B. Lavier, D. Spoerri, A. Thomkins, B. Vautier, Galerie Hervé Bize, Nancy
- Galerie de la Méditerranée, MUCEM, Marseille (œuvre: Ni DIEU NI MAITRE)

2011
- Salons de Lecture, La Kunsthalle, Mulhouse

2010
- Western China International Art Biennale, Musée de Yin Chuan, Yin Chuan, Chine
- Le Temps des Manifestes, Espace de l'Art Concret, Mouans Sartoux
- Préfiguration de la collection de la Fondation Stämpfli, Edifici Miramar, Sitges, Espagne
- Déjà vu, Galerie Michel Journiac, Université Paris 1 Panthéon-Sorbonne, UFR 04, Centre Saint-Charles, Paris
- Inserts, Cabinet du livre d’artiste, Université Rennes 2, Rennes

2009
- Master Piece, Galerie Art Attitude Hervé Bizé, Fiac, Grand Palais, Paris
- Populaire Populaire, Centre d’art plastiques, Saint-Fons
- N’importe quoi, Musée d’art contemporain de Lyon, Lyon

2008-09
- Performing the City, exposition itinérante: Munich / Naples / Paris / Sao Paulo / Tokyo / Séoul / Moscou/ New-York, INHA / Institut National d'Histoire de l'Art, Paris

2008
- Boomerang-Parcours d’art contemporain en vallée du Lot, production: Maison des arts, Cajarc / Les Abattoirs, Toulouse
- « Regarde de tous tes yeux, regarde », Musée des beaux-arts de Nantes et musée des beaux-arts de Dole
- L’Argent, Centre d'art Le Plateau, Paris
- De l’impertinence, Maison de la culture d’Amiens, Amiens

2007
- Lust for Life, Die Sammlung Ricke, Kunstmuseum Liechtenstein, Vaduz, Liechtenstein
- We Can't Be Stopped, Galerie Nuke, Paris

2006
- Maria La Ribot, John Wood & Paul Harrison, Barbara Mühlefluh, Philippe Cazal, Villa du parc, Centre d'art contemporain, Annemasse
- Peintures / Malerei, Martin-Gropius-Bau, Berlin, commissariat Laurent lebon, Collection Centre Pompidou, Paris

2005
- Big Bang, Destruction et création dans l’art du XXe siècle, commissaire Catherine Grenier, MNAM, Centre Pompidou, Paris
- Quand le 21e regarde le 18e, commissariat Blandine Chavanne, musée des beaux-arts, Nancy
- Sweet Temptations, Dialoge mit der Sammlung Rolf Ricke, Kunstverein Sankt Gallen Kunstmuseum, Suisse

2004
- Les Afriques, commissariat Laurent Jacob, Tri postal, Lille

2003
- Face & Cie (Facéties), commissariat Evelyne Dorothée-Allemand, MUba / Musée des beaux-arts de Tourcoing

## Réalisations

### Dans des espaces publics
2014
- CONVERSATIONS, 1 % artistique, œuvre composée de 3 sculptures-bancs, 200 × 50 × 50 cm chaque, socles en béton habillés de coques en Corian, Collège Camille du Gast, Achères, France. Réalisation : Francilia BTP (béton), BF-PRO (Corian). Conseil général des Yvelines, architecte du bâtiment : Atelier Dutrevis architectes associés
- CARRE JACQUARD, œuvre en extérieur, peinture murale (lasures Keim), 520 × 520 cm, Amicale Laïque Chapelon, place Jacquard, Saint-Étienne. Conseil artistique : Art entreprise, réalisation : Art Project, maîtrise d’ouvrage : EPA Saint-Étienne, architecte du bâtiment: Clément Vergély

2011
- SANS DESSUS DESSOUS, commande Grand Nancy, œuvre visible dans l’ensemble du parking Kennedy, Nancy, France. Peintures murales, signalétiques. Conseil artistique: Art Entreprise, réalisation : Art Project, architecte du parking: Gremillet Architecture

2009
- LES MOTS AUSSI, monument aux victimes de la passerelle du Queen Mary 2, œuvre en 2 éléments (colonne et banc, matériau: corian), jardin des Plantes, Saint-Nazaire
- IMMENSE & INATTENDU, commande publique, œuvre en deux parties (façade et hall d'entrée), lettres lumineuses et peinture murale, Ciné Manivel, Redon, architecte : Olivier Baudry

2005
- AILLEURS ET ICI, 1 % artistique, œuvre en deux parties (façade et hall d'entrée), enseigne lumineuse et peintures murales, aéroport de Rennes Saint-Jacques, bâtiment Dacor (nouvelle tour de contrôle), architecte : Philippe Brulé

2002
- DIFFERENCE / APPARENCE / INCIDENCE / COINCIDENCE, œuvre sur 2 niveaux, fosse lumineuse, enseignes lumineuses (4 couleurs : 2 + 2), parking Poulet Malassis, Alençon
- LES LIMITES INSAISISSABLES, 1 % artistique, œuvre sur la façade du bâtiment, lettres adhésives (3,60 × 54,50 m), Halle de Mécatronique, LMGC UMR5508 CNRS, Université Montpellier II. Atelier d’architecture Emmanuel Nebout. Maître d’ouvrage Rectorat de l’académie de Montpellier, ministère de l’Éducation nationale

1996
- QUESTION DE NIVEAUX / NIVEAU DE LECTURES, œuvre sur 4 niveaux, affiches (4 en diptyque), peintures murales (lettrages et aplats de couleurs, une couleur par niveau), poignets de portes, fléchages lumineux au sol (117 disques en acier), parking Hoche, Rennes

### Commandes privées
2011
- CE QUI ARRIVE, SURVIENT, œuvre in-situ dans le hall d'entrée du Cube orange[2], production artistique Art entreprise. Collection Cardinal, quai Rambaud, Lyon. Architectes du bâtiment Jakob+Macfarlane

2010
- BASCULEMENT et REUNION, œuvres in-situ dans deux bureaux de Valyans Consulting, lettres adhésives. Collection Valyans Consulting, Casablanca

2007
- ARTICLE 7, lettres adhésives argent (4 892 × 22 cm), production artistique Art entreprise. Collection Jakubowicz Mallet-Guy & Associés, Société d’avocats, Lyon

### Multiples
1995
- FACTICE, 25 × 34,5 × 9 cm. Édition limitée de 8 exemplaires et 4 preuves d'artiste. Produit et publié par Michèle Didier (Les Maîtres de la forme contemporains)[3]

## Œuvres dans les collections publiques
- MNAM / Musée national d’art moderne, Centre Pompidou, Paris
- MUba / Musée des beaux-arts, Tourcoing
- Musée départemental d’art ancien et contemporain, Épinal
- MAMC / Musée d’art moderne et contemporain[4], Saint-Étienne
- Porin Taidemuseo, Pori, Finlande
- Kunstmuseum Liechtenstein, Vaduz, Liechtenstein, en association avec le musée des beaux-arts de Saint-Gall et le musée d’art moderne de Francfort (MMK), Collection Rolf Ricke
- IAC / Institut d’art contemporain, Villeurbanne, Rhône-Alpes
- FNAC / Fonds national d’art contemporain, La Défense
- FRAC / Fonds régional d'art contemporain : Frac Alsace, Selestat / Frac Champagne-Ardenne, Reims / Frac Corse, Corte / Frac Languedoc-Roussillon, Montpellier